# Armée juive
Pour les articles homonymes, voir Organisation juive de combat.
L'Armée juive (AJ) est une organisation de résistance créée en janvier 1942 à Toulouse par Abraham Polonski qui prend le nom d'Organisation juive de combat (OJC) en 1943 à la suite d'accords passés avec le MJS (Mouvement de jeunesse sioniste) et la 6e EIF (Éclaireurs israélites de France). Elle permet le passage en Espagne de centaines de Juifs, fournit de faux-papiers et participe aux combats de la Libération.

## Fondation
Après la débâcle française de 1940, un ingénieur électricien de Toulouse d'origine polonaise, Abraham Polonski, dit « Monsieur Pol », y crée, avec David Knout et le rabbin Paul Roitman, une organisation sioniste « La main forte » qui apporte des secours aux détenus des camps d'internement de la région. Parmi les membres de cette organisation, on peut citer Arnold Mandel et Claude Vigée. Puis il transforme, en janvier 1942, avec Lucien Lublin puis Dika Jefroykin, la Main forte en un groupe militaire juif, l'Armée juive. L'organisation répond à la menace qui pèse spécifiquement sur les Juifs et reste sioniste : les nouveaux membres prêtent serment devant la Bible et le drapeau sioniste bleu et blanc,.
Le recrutement se fait de bouche à oreille, « un ami amenant un ami. » C'est ainsi qu'en février 1943 est recruté un officier exclu de l'armée, Jacques Lazarus qui se charge de l'instruction militaire. L'AJ élargit les cercles de ses membres et ses activités grâce à des accords de coopération avec le Mouvement de la jeunesse sioniste (MJS) et celui des Éclaireurs israélites de France (EIF).

## Sauvetage des Juifs et lutte contre les Allemands
Le premier but de l'Armée juive est de sauver des Juifs en permettant leur passage vers l'Espagne et de là vers la Palestine. À partir de la première moitié de 1943, plus de 300 hommes peuvent passer en Espagne, y compris 80 Juifs hollandais arrivés clandestinement en France. Ces jeunes Juifs rejoignent la Palestine ou les forces alliés. Un membre du réseau Combat, Maurice Loebenberg dit Cachoud, graveur de son métier devenu spécialiste de la confection de faux-papiers opérant sur Marseille et Nice prend contact avec l'Armée juive en 1943 et met en place un service de renseignements contre la délation. Il fait exécuter des dénonciateurs de Juifs dont le nombre diminue rapidement.
Un groupe de jeunes juifs hollandais, pour la plupart membres du Hechalutz et du réseau de resistance Groupe Westerweel, aux Pays-Bas, passent en France au début de 1944 et se joignent à l'OJC : Ernst Ascher, Ygal Benjamin, Hans Ehrlich (dit Leendert Van der Meyde), Lolly Ekart, Alfred Frenkel (dit Zippy), Ernst Hirsch (dit Willy), Paula Kaufman, Joseph Linnewiel (dit Ad), Kurt Reilinger (dit Nano), Metta Lande (dite Élisabeth Brinkman, Margareta Lans), Joachim Simon (dit Schouchou), Max Windmüller (dit Cor, Aart Van Norden).
Il s'agit aussi de combattre les Allemands. Jacques Lazarus organise l'entraînement des volontaires dans les villes puis dans un premier maquis, celui du Rec. Raoul Léons crée, en octobre 1943, le maquis de l'Armée juive à la ferme du Biques près d'Alban (Tarn) qui se déplace ensuite toujours dans le Tarn au maquis de l'Espinassier près de Labastide-Rouairoux. L'effectif de ces maquis est très variable puisque beaucoup de leurs membres sont passés en Espagne mais on l'estime à près de 900 personnes en juillet 1944. Chaque jour, les couleurs y sont levées, le drapeau bleu, blanc, rouge et le drapeau bleu et blanc à l'étoile de David. Les maquis travaillent en liaison avec l'Armée secrète. Le 21 mai 1944, Abraham Polonski fait reconnaître l'Organisation juive de combat comme mouvement de la Résistance française par le comité de Libération nationale (le MLN) de Toulouse. C'est Lucien Lublin qui organise le ravitaillement en armes ainsi que la trésorerie de ces maquis. C'est l'American Jewish Joint Distribution Committee (le Joint) qui finance l'Armée juive.
Le maquis de l'Armée juive dit « peloton bleu-blanc » est attaqué par les Allemands le 20 juillet 1944 avec tanks et avions qui font des victimes. Les membres se regroupent et participent à la libération de nombreuses villes avec les corps francs. Le maquis de l'AJ du Vivarais Lignon, dans la région du Chambon-sur-Lignon, sous les ordres de Joseph Bass (réseau André) participe à la libération de la région et du Puy-en-Velay où 4 000 Allemands se rendent,.
En mai 1944, Maurice Cachoud est appelé par le MLN à Paris pour y centraliser le service des faux papiers. À la suite d'une trahison menée par Karl Rehbein, qui sera aussi responsable du massacre des jeunes résistants fusillés à la cascade du bois de Boulogne, il est arrêté par la Gestapo française et torturé à mort en juillet 1944.
En mai 1944, 60 membres de l'OJC dont Dika Jefroykin réussissent à échapper à la traque des Nazis et à traverser les Pyrénées, guidés par le militant anarchosyndicaliste de la CNT-AIT, Floreal Barbera, et par le réseau d'évasion des anarchosyndicalistes espagnols menés par Francisco Ponzán Vidal.
25 membres de l'OJC sont parmi les dernières victimes d'Alois Brunner qui les fait déporter le 17 août 1944 de Drancy. C'est le « dernier wagon » ou encore le convoi des 51 otages. 27 prisonniers de ce dernier transport, dont Jacques Lazarus, parviendront à s'évader en sautant du train.